# 872

872(팔백칠십이)는 871보다 크고 873보다 작은 자연수다.

## 수학
- 합성수로, 그 약수는 1, 2, 4, 8, 109, 218, 436, 872이다. 진약수의 합은 778이므로, 872는 부족수다.
- 76번째 불가촉수다. 앞의 불가촉수는 852, 다음은 892이다.
- {\displaystyle 872=14^{2}+26^{2}}
  - 서로 다른 두 자연수의 제곱합으로 나타낼 수 있는 수다.
- {\displaystyle 33^{4}-1}은 872로 나누어떨어진다.

## 과학
- NGC 872: 고래자리 방향에 있는 은하.

## 교통
- 872번 홋카이도도(일본어판)

## 군사
- U-872(영어판, 독일어판): 제2차 세계 대전에 사용된 나치 독일의 군용 잠수함.

## 문화유산
- 대한민국의 보물 제872호: 이현보 초상

## 기타
- 연도: 872년, 기원전 872년